# 篠原葵
篠原 葵（しのはら あおい、2000年7月1日 - ）は、女性アイドルグループまねきケチャの元メンバー、2023年4月28日からの新体制より二代目リーダーを務めた。担当カラーは緑、属性は自然、まねき獣はペンギンである。身長163cm、愛知県出身。

## 人物

### 性格
- 一件おしとやかでしっかりしている印象であるが、トークでは葵ワールドが広がる発言で、天然が際立つ二面性が楽しめる存在[1]。
- 透明感溢れる顔立ちとすらりとしたスタイルの良さが魅力である[1]。

### 嗜好
- 好きなものは服のお買い物、ゲーム[1]。
- 好きな食べものはパンケーキ、チーズ、ハンバーグ[1]。
- 嫌いなものは虫、きのこ[1]。
- チャームポイントは耳[1]。
- 座右の銘は感謝、笑顔[1]。
- 好きな名古屋グルメは「矢場とん」の『みそかつ』[2]。

### 趣味
- 趣味は服、ドラマ鑑賞、カフェ巡り[1]。

### 特技
- 特技はフルート。また、無駄な特技は卵を片手で割れること[1]。

### その他
- 愛称はあおちゃん。
- まねきケチャで一番好きな曲は『難攻不落』。理由は明るくて元気な曲でサビの手を振る振り付けなどファンと一緒に踊れるため[3][2]。
- グループ内での役割は、癒し担当。「マイナスイオンが出ている」とよく言われる[3]。